# Teatro de Delos
El Teatro de Delos era un antiguo teatro griego situado en la isla de Delos (Grecia). Sus ruinas forman parte del yacimiento arqueológico de Delos, declarado Patrimonio de la Humanidad por la Unesco. Más concretamente, la zona del teatro forma parte del llamado Barrio del Teatro de Delos.

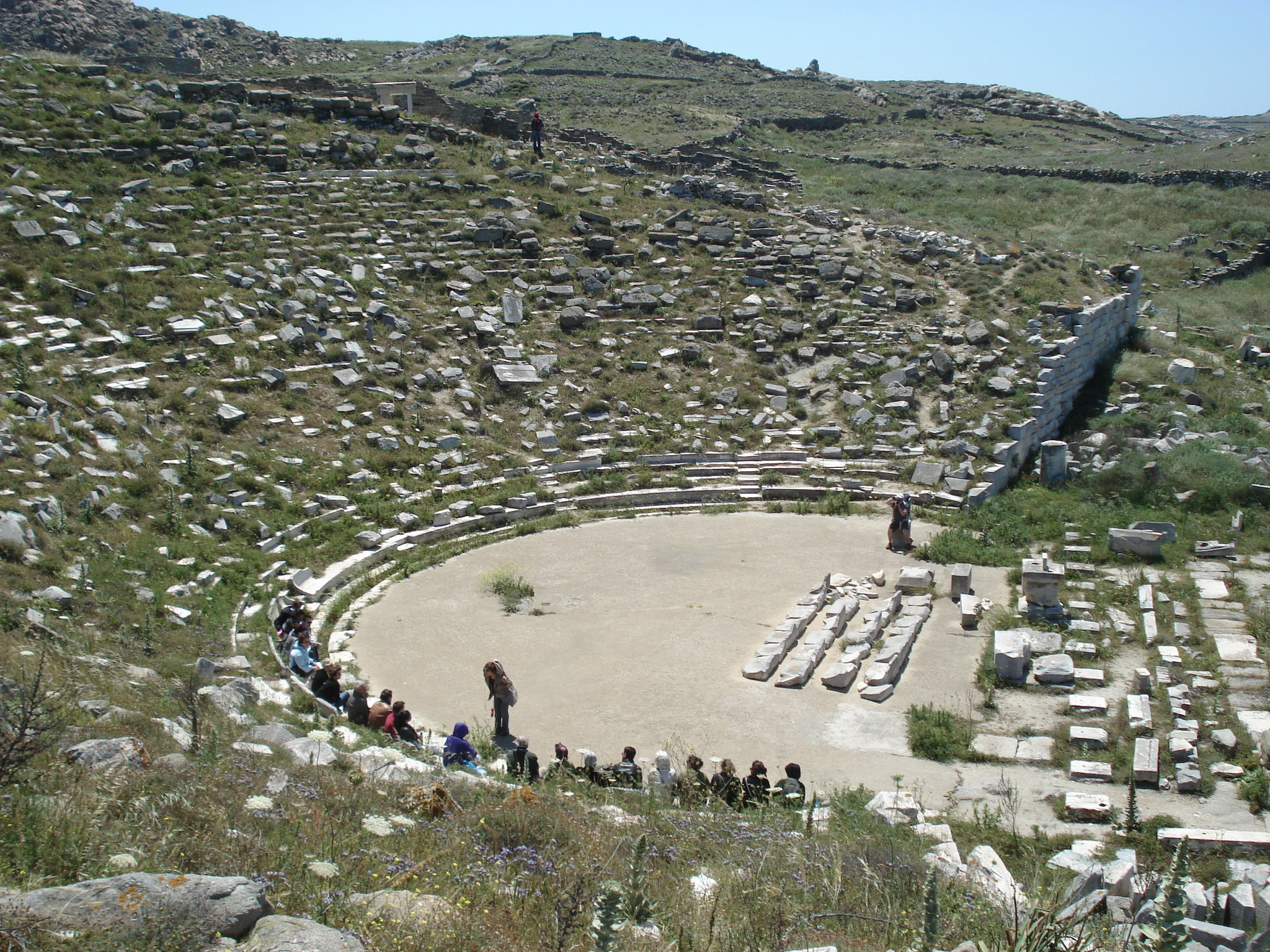
Teatro.

Comenzó a construirse en el período helenístico a partir del año 314 a. C. y las obras concluyeron 70 años después, sobre el año 280 a. C. Fue abandonado tras la destrucción de Delos en el 69 a. C. Estaba situado al sur del santuario de Apolo y Artemisa en Delos. El teatro se utilizaba, entre otras cosas, para los concursos de obras de teatro en la fiesta  de las Delia de Delos.
Era el típico edificio semicircular griego. Tenía un escenario circular en el centro, detrás del cual había una «skené» (espacio escénico.) El edificio escénico medía unos 15,4 m de ancho y 6,2 m de profundidad, y podría haber tenido tres pisos. El edificio estaba decorado con trípodes y bucranios.  El teatro estaba dividido en dos pisos escalonados, a los que se que podía acceder desde los pasillos (diazomata), es decir, las grandes entradas laterales situadas a la altura de la orchestra, o desde las entradas situadas en los extremos de los pisos, pero también desde una tercera entrada situada en el punto más alto del graderío.
El teatro tenía una aforo  para unos 5500 espectadores. El auditorio constaba de una sección inferior con 26 filas de asientos, divididas por pasillos en siete secciones, y una sección superior con 17 filas de asientos, divididas en diez secciones. Entre la parte superior y la inferior había un pasillo más ancho. El escenario tenía entradas «párodo» en los laterales. El auditorio tenía entradas separadas en los laterales y en la parte superior. Estaba construido en mármol blanco e incluía un gran depósito de agua del siglo III a. C. para recoger el agua de lluvia.
En la zona del teatro se conservan reliquias de altares y santuarios dedicados a Dioniso, Hermes, Pan, Artemisa, Hécate y Apolo.
El barrio del teatro, alrededor del edificio del teatro, estaba bordeado por una serie de casas privadas decoradas con finos mosaicos. Uno de los edificios es la llamada Casa de las Máscaras, donde probablemente vivían los actores. Otras casas conocidas son la Casa de Dioniso y la Casa de Cleopatra. Por el barrio discurría la llamada calle del Teatro, que partía del Ágora de los Competaliastas y ascendía hasta el teatro situado en la ladera de la colina.